# Lithiumtetraborat
Lithiumtetraborat ist eine anorganische chemische Verbindung des Lithiums aus der Gruppe der Borate und das Lithiumsalz der nur in Form ihrer Salze (siehe Borax) bekannten Tetraborsäure.

## Gewinnung und Darstellung
Lithiumtetraborat kann durch Reaktion von Lithiummetaborat mit Bortrioxid bei 250 °C und hohem Druck gewonnen werden.
{\displaystyle \mathrm {2\ LiBO_{2}+B_{2}O_{3}\longrightarrow Li_{2}B_{4}O_{7}} }

## Eigenschaften
Lithiumtetraborat ist ein weißer geruchloser Feststoff, der wenig löslich in Wasser ist. Es ist piezoelektrisch.

## Verwendung
Lithiumtetraborat und Natriumtetraborat werden als Aufschlussmittel für Röntgenfluoreszenzanalysen verwendet. Lithiumtetraborat wird auch als Zutat zur Herstellung von Gläsern eingesetzt, zum Beispiel für Lindemannglas.